# デンドレルペトン
デンドレルペトン（学名: Dendrerpeton）は石炭紀後期の北米とおそらくアイルランドにも生息していた絶滅両生類。学名は「木を這うもの」の意。遺骸がしばしば木の幹の周辺から発見されることからつけられた。最も原始的な分椎目の一つといわれる。

## 特徴
全長約1メートル。大きく丸みを帯びた頭部・大きな目・発達した四肢・比較的短い胴と尾・ラキトム型の脊椎を持つ陸生種。他の最初期の分椎類も陸生であり、この目はまず陸上で進化を始めたらしい。指の数は分椎類の基本形である前肢が4本、後肢に5本。
頬部の後方に大きな耳切痕を持つ。後の種では鼓膜が張られていた部位だが、振動を伝達するべき鐙骨は太い支柱的なものであり、未だ聴覚器官を獲得してはいなかったようだ。
より原始的な目や炭竜目の持つ頭骨の可動関節を失い、そのかわりに口蓋の正中部に大きな開口部が出来ている。現生両生類のようにこの部位に張られた柔軟な皮膚を利用して獲物を飲み込んだり空気を吸引したりしていたのだろう。